# Lista de prêmios e indicações recebidos por Roberto Carlos
Roberto Carlos é um cantor e compositor brasileiro, conhecido internacionalmente como um dos expoentes do movimento da Jovem Guarda na década de 1960. Ao lado do parceiro musical e também amigo pessoal Erasmo Carlos, Roberto Carlos protagoniza uma extensa e frutífera carreira artística, que se estende até os dias atuais. Natural de Cachoeiro de Itapemirim, Roberto Carlos iniciou sua carreira como cantor de bossa nova, logo mudando seu estilo para o rock, que lhe consagrou. No entanto, desde a década de 1970, o cantor têm baseado seu repertório em canções do estilo romântico, tendo também trabalhos no nicho da música popular brasileira. Tendo vendido mais de 120 milhões de cópias em toda sua carreira e sendo, ainda hoje, uma referência artística para diversos outros nome da música latino-americana, Roberto Carlos é considerado o Rei da Música Brasileira".

## Grammy Award
| Ano  | Categoria                       | Indicação         | Resultado | Ref.  |
| ---- | ------------------------------- | ----------------- | --------- | ----- |
| 1985 | Melhor Álbum de Música Mexicana | Cóncavo y Convexo | Indicado  | [ 7 ] |
| 1989 | Melhor Álbum Pop Latino         | Roberto Carlos    | Venceu    | [ 7 ] |

## Grammy Latino
| Ano  | Categoria                                         | Indicação                                               | Resultado | Ref.   |
| ---- | ------------------------------------------------- | ------------------------------------------------------- | --------- | ------ |
| 2004 | Melhor Álbum de Pop Contemporâneo Brasileiro      | Pra Sempre (álbum de Roberto Carlos)                    | Indicado  | [ 8 ]  |
| 2004 | Melhor Canção Brasileira                          | "Pra Sempre (canção de Roberto Carlos)"                 | Indicado  | [ 9 ]  |
| 2004 | Excelência Musical da Academia Latina de Gravação | Roberto Carlos                                          | Venceu    | [ 9 ]  |
| 2005 | Melhor Álbum de Música Romântica                  | Pra Sempre Ao Vivo No Pacaembu                          | Venceu    | [ 10 ] |
| 2006 | Melhor Álbum de Música Romântica                  | Roberto Carlos                                          | Venceu    | [ 11 ] |
| 2007 | Hall da Fama do Grammy Latino                     | Detalles                                                | Venceu    | [ 11 ] |
| 2009 | Melhor Vídeo Musical em Formato Longo             | Roberto Carlos e Caetano Veloso e a Música de Tom Jobim | Venceu    | [ 11 ] |
| 2013 | Canção do Ano                                     | "Esse Cara Sou Eu"                                      | Indicado  | [ 12 ] |
| 2013 | Melhor Canção Brasileira                          | "Esse Cara Sou Eu"                                      | Venceu    | [ 12 ] |
| 2013 | Hall da Fama do Grammy Latino                     | Jovem Guarda                                            | Venceu    | [ 11 ] |
| 2015 | Personalidade do Ano                              | Roberto Carlos                                          | Venceu    | [ 13 ] |

## Billboard Latin Music Award
| Ano  | Categoria                  | Indicação      | Resultado | Ref.   |
| ---- | -------------------------- | -------------- | --------- | ------ |
| 2015 | Lifetime Achievement Award | Roberto Carlos | Venceu    | [ 14 ] |

## Festival Viña del Mar
| Ano  | Categoria        | Indicação      | Resultado | Ref.   |
| ---- | ---------------- | -------------- | --------- | ------ |
| 2011 | Tocha de Prata   | Roberto Carlos | Venceu    | [ 15 ] |
| 2011 | Tocha de Ouro    | Roberto Carlos | Venceu    | [ 15 ] |
| 2011 | Gaivota de Prata | Roberto Carlos | Venceu    | [ 15 ] |

## Prêmio Multishow de Música Brasileira
| Ano  | Categoria     | Indicação      | Resultado | Ref.   |
| ---- | ------------- | -------------- | --------- | ------ |
| 2002 | Melhor Cantor | Roberto Carlos | Venceu    | [ 16 ] |

## Troféu Imprensa
| Ano  | Categoria     | Indicação      | Resultado |
| ---- | ------------- | -------------- | --------- |
| 1966 | Melhor Cantor | Roberto Carlos | Indicado  |
| 1968 | Melhor Cantor | Roberto Carlos | Indicado  |
| 1969 | Melhor Cantor | Roberto Carlos | Indicado  |
| 1970 | Melhor Cantor | Roberto Carlos | Indicado  |
| 1971 | Melhor Cantor | Roberto Carlos | Venceu    |
| 1972 | Melhor Cantor | Roberto Carlos | Indicado  |
| 1973 | Melhor Cantor | Roberto Carlos | Venceu    |
| 1974 | Melhor Cantor | Roberto Carlos | Venceu    |
| 1975 | Melhor Cantor | Roberto Carlos | Indicado  |
| 1976 | Melhor Cantor | Roberto Carlos | Indicado  |
| 1977 | Melhor Cantor | Roberto Carlos | Venceu    |
| 1981 | Melhor Cantor | Roberto Carlos | Venceu    |
| 1982 | Melhor Cantor | Roberto Carlos | Venceu    |
| 1985 | Melhor Cantor | Roberto Carlos | Venceu    |
| 1986 | Melhor Cantor | Roberto Carlos | Indicado  |
| 1987 | Melhor Cantor | Roberto Carlos | Venceu    |
| 1988 | Melhor Cantor | Roberto Carlos | Venceu    |
| 1992 | Melhor Cantor | Roberto Carlos | Venceu    |
| 1993 | Melhor Cantor | Roberto Carlos | Venceu    |
| 1994 | Melhor Cantor | Roberto Carlos | Venceu    |
| 1995 | Melhor Cantor | Roberto Carlos | Venceu    |
| 1996 | Melhor Cantor | Roberto Carlos | Venceu    |
| 1997 | Melhor Cantor | Roberto Carlos | Venceu    |
| 1999 | Melhor Cantor | Roberto Carlos | Venceu    |
| 2002 | Melhor Cantor | Roberto Carlos | Venceu    |
| 2010 | Melhor Cantor | Roberto Carlos | Venceu    |
| 2011 | Melhor Cantor | Roberto Carlos | Venceu    |
| 2012 | Melhor Cantor | Roberto Carlos | Venceu    |
| 2013 | Melhor Cantor | Roberto Carlos | Venceu    |
| 2014 | Melhor Cantor | Roberto Carlos | Venceu    |

## Melhores do Ano (Domingão do Faustão)
| Ano  | Categoria               | Indicação      | Resultado | Ref.   |
| ---- | ----------------------- | -------------- | --------- | ------ |
| 2012 | Troféu Mário Lago       | Roberto Carlos | Venceu    | [ 17 ] |
| 2012 | Personalidade da Música | Roberto Carlos | Venceu    | [ 18 ] |

## Prêmio Tim de Música Brasileira / Prêmio da Música Brasileira
| Ano  | Categoria     | Indicação     | Resultado | Ref.   |
| ---- | ------------- | ------------- | --------- | ------ |
| 2016 | Melhor Cantor | Primeira Fila | Venceu    | [ 19 ] |

## Troféu Internet
| Ano  | Categoria     | Indicação      | Resultado |
| ---- | ------------- | -------------- | --------- |
| 2001 | Melhor Cantor | Roberto Carlos | Venceu    |
| 2013 | Melhor Cantor | Roberto Carlos | Indicado  |
| 2014 | Melhor Cantor | Roberto Carlos | Indicado  |
| 2015 | Melhor Cantor | Roberto Carlos | Indicado  |

## Prêmio ACIE de Cinema
| Ano  | Categoria            | Indicação          | Resultado | Ref.   |
| ---- | -------------------- | ------------------ | --------- | ------ |
| 2013 | Melhor Trilha Sonora | À Beira do Caminho | Indicado  | [ 20 ] |

## Troféu Roquette Pinto
| Ano  | Categoria     | Indicação      | Resultado | Ref.   |
| ---- | ------------- | -------------- | --------- | ------ |
| 1966 | Melhor Cantor | Roberto Carlos | Venceu    | [ 21 ] |
| 1967 | Melhor Cantor | Roberto Carlos | Venceu    | [ 22 ] |
| 1969 | Melhor Cantor | Roberto Carlos | Venceu    |        |

## Prêmio iBest
| Ano  | Categoria                    | Recipiente(s) | Resultado |
| ---- | ---------------------------- | ------------- | --------- |
| 2022 | Influenciador Espírito Santo | Ele mesmo     | TOP3      |